# 睡衣女友
《睡衣女友》（日语：パジャマな彼女。）是由濱田浩輔所作的日本漫畫作品。於《週刊少年Jump》（集英社）的2012年13號開始連載，2012年40號結束連載。在台灣由東立出版社的《寶島少年》連載。

## 登場人物

### 眠森學園
目覺計佑
本作的男主角。眠森學園一年二班的學生，喜歡觀測星空，在房間裡有一架天文望遠鏡。
音卷枕良
本作的女主角之一。是計佑的青梅竹馬，女子壘球部一年級王牌。
母親早逝，父親工作忙碌，平時都在目覺家度過，與計佑關係融洽。
白井雪姬
本作的女主角之一。黑色長髮，眠森學園三年級學生，擔任圖書委員長，家中是醫生世家。
成績優越，有著美麗的臉龐，現在是人氣上升中的女演員。因為藥妝廣告而被稱作「白雪公主face」。
須須野硝子
茂武市一
森野狩奈
綿貫愛莉栖
太郎丸美也子

### 其他
目覺由希子
白井能活
美月芳夏

## 出版書籍
| 集數 | 日文副標題 | 中文副標題     | 集英社        | 集英社                 | 東立出版社    | 東立出版社             |
| 集數 | 日文副標題 | 中文副標題     | 發售日期      | ISBN                   | 發售日期      | ISBN                   |
| ---- | ---------- | -------------- | ------------- | ---------------------- | ------------- | ---------------------- |
| 1    |            | 到底怎麼回事！ | 2012年6月4日  | ISBN 978-4-08-870462-3 | 2013年2月8日  | ISBN 978-986-32-4541-4 |
| 2    |            | 我要畢業了     | 2012年8月3日  | ISBN 978-4-08-870484-5 | 2013年6月11日 | ISBN 978-986-32-4542-1 |
| 3    |            | 最近的距離     | 2012年10月4日 | ISBN 978-4-08-870523-1 | 2013年8月6日  | ISBN 978-986-32-4543-8 |

新裝版
| 集數 | 講談社        | 講談社                 |
| 集數 | 發售日期      | ISBN                   |
| ---- | ------------- | ---------------------- |
| 上   | 2016年11月7日 | ISBN 978-4-06-388206-3 |
| 下   | 2016年11月7日 | ISBN 978-4-06-388207-0 |

## 外部連結
- 週刊少年Jump官方網站（《睡衣女友》介紹頁面）（日語）